# Kuchikamizake
Kuchikamizake (jap. 口噛み酒, im Deutschen etwa „im Mund gekauter Sake“) ist ein auf Reis basierendes alkoholisches Getränk, bei dem Speichel zur Verzuckerung der Stärke dient.

## Geschichte
Die Geschichte des Kuchikamizake beginnt vor etwa zwei- bis dreitausend Jahren und geht in Japan auf die eingewanderte Reis anbauende Yayoi-Kultur zurück, während auf Okinawa und Amami die Herstellung des Mundsakes aus der chinesischen Kultur übernommen wurde. Der früheste Textnachweis ist auf 713 datiert, im Ōsumikuni no Fudoki (大和国風土記), einer Beschreibung der Provinz Ōsumi in der heutigen Präfektur Kagoshima. Hier wird roher Reis zerkaut, ausgespuckt und für einen Tag fermentiert. Drei Jahre später hingegen wird schon Schimmel für die Sake Produktion erwähnt, im Harima no Kuni Fudoki (播磨国風土記), einer Beschreibung der Provinz Harima in der heutigen Präfektur Osaka. Für die Ainu ist nur ein einziger Report aus dem Jahre 1883 bekannt, wo in Monbetsu aus rohem Reis durch Kauen und Spucken Alkohol gewonnen wird. Archäologische oder Hinweise aus den yukar genannten oral tradierten Sagen gibt es keine. Vergleichbare Getränke werden auf der ganzen Welt produziert.
Einzelne historische Referenzen auf den Entstehungsprozess finden sich in der Edo-Zeit. 
In Südamerika stellten die Ureinwohner auf diese Weise Chicha (Maisbier) oder Masato (aus Maniok) her. In Mexiko wird unter anderem auf diese Art auch Agavenwein produziert, während in China Hirse verwendet wird, um Hirseschnaps (Xiaomi jiu) herzustellen.
Kuchikamizake wurde auch bijinshu, zu deutsch etwa „Schöne-Frauen-Sake“, bezeichnet. Dies geht auf eine im Man’yōshū aus dem 8. Jahrhundert beschriebene Praxis zurück, dass zur Herstellung der Reis von jungen Frauen gekaut wurde. Auf manchen Inseln Okinawas wie Ishigaki wurde Kuchikamizake im Rahmen religiöser Rituale noch bis in die 1930er-Jahre auf diese Weise hergestellt.

## Herstellung
Kuchikamizake wird hergestellt, indem gekochter Reis gekaut und mit Speichel versetzt wird. Die daraus resultierende Flüssigkeit wird anschließend in ein Behältnis gespuckt und für ein paar Tage weggestellt. Durch die Amylasen im Speichel wird ein Fermentationsvorgang gestartet, wodurch die Kohlenhydrate im Reis zu Glucose umgewandelt, diese wiederum durch Hefe in der Luft gespalten wird und Alkohol entsteht.

## Aussehen und Geschmack
Kuchikamizake hat eine opake, weißliche Färbung und besitzt in der Regel einen recht säuerlichen Geschmack. Aufgrund seiner dickflüssigen und pastenartigen, auch als breiig beschriebenen Konsistenz eignet sich der Kuchikamizake schlecht zum Trinken. Er wird stattdessen auch mit Stäbchen aus der Schale gegessen oder mit Wasser verdünnt und getrunken.

## Name
口 kuchi ist das japanische Wort für Mund, kami stammt vom Verb 噛む kamu „kauen“ und zake ist eine assimilierte Form von 酒 sake. Als Synonym heißt der Kuchikamizake auch Kuchikami no Sake.

## In der Populärkultur
Im Animefilm Your Name. – Gestern, heute und für immer aus dem Jahr 2016 wird gezeigt, wie die weibliche Protagonistin Mitsuha und ihre kleine Schwester den Kuchikamizake im Rahmen eines religiösen Rituals herstellen. Dieser wird im späteren Handlungsverlauf in einem weit entfernt gelegenen Schrein den Göttern (kami) geopfert. Taki, der männliche Protagonist, trinkt den Sake, um ein letztes Mal mit Mitsuha den Körper tauschen zu können. In der deutschen Fassung wird der Sake „Göttermund-Sake“ genannt. Dies könnte daran liegen, dass dem Sake eine göttliche Eigenschaft zugesagt wird, oder aber auch ein Übersetzungsfehler sein, da der Namensbestandteil „kami“ (噛み) genauso ausgesprochen wird wie 神 kami („Gott“).
In First Human Giatrus wird eine Art Kuchikamizake mithilfe des Speichels eines Affen hergestellt. Dieser wird dementsprechend im Manga auch Saruzake (サル酒, „Affensake“) genannt. Die eigentliche Bedeutung von Saruzake ist aber ein natürlich vergorener Alkohol, der ohne menschliche Eingriffe entstand, wie zum Beispiel aus vergorenen überreifen Früchten.